# Al Holbert

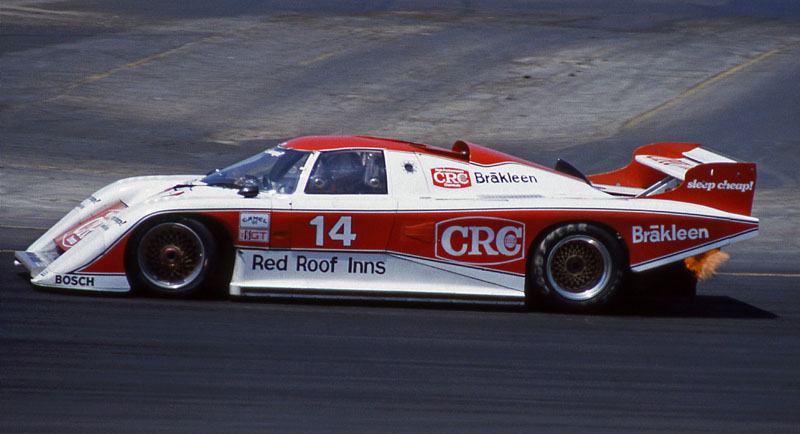
March 83G-Porsche de Al Holbert en la fecha de Sears Point del Campeonato IMSA 1983

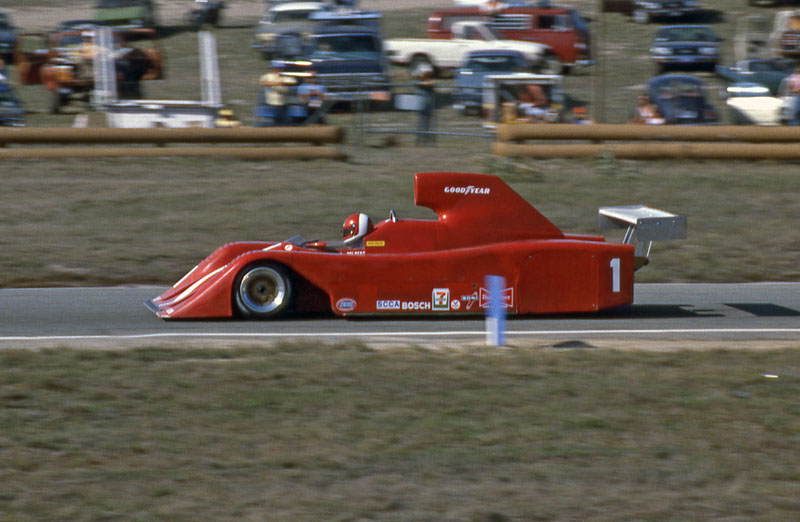
Al Holbert en la fecha de Laguna Seca de la CanAm 1982

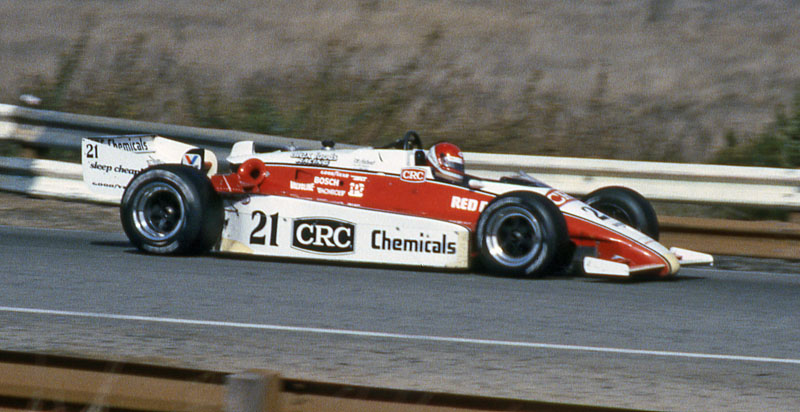
Al Holbert pilotando un March 84C-Cosworth en la fecha de Laguna Seca de la serie CART 1984

Alvah Robert Holbert, más conocido como Al Holbert (Abington, Pensilvania, Estados Unidos, 11 de noviembre de 1946 - 30 de septiembre de 1988) fue un piloto de automovilismo de velocidad estadounidense. Es uno de los pilotos de sport prototipos más exitosos de su país. Comparte con Hurley Haywood el récord de haber ganado las tres carreras de resistencia más prestigiosas del mundo: las 24 Horas de Le Mans de 1983, 1986 y 1987, las 24 Horas de Daytona de 1986 y 1987, y las 12 Horas de Sebring de 1976 y 1981. Asimismo, obtuvo cinco títulos y 50 victorias en el Campeonato IMSA GT.
Su padre, Robert "Bob" Holbert, era dueño de un concesionario de la marca alemana Porsche y piloto de carreras. El piloto corrió oficialmente para Porsche buena parte de su carrera deportiva. Por otra parte, en 1988 fue nombrado presidente del programa deportivo de Porsche en América del Norte. Holbert murió ese año en un accidente de avión a la edad de 41 años.

## Carrera deportiva
Holbert compitió en la división noreste del Sports Car Club of America con Porsche. Fue subcampeón de la Trans-Am 1973, y se convirtió en piloto profesional en 1974. Obtuvo el Campeonato IMSA GT 1976 en la clase GTO con seis victorias en 15 carreras, utilizando inicialmente un Porsche 911 y luego un Chevrolet Monza. El piloto defendió el título en 1977 con cuatro triunfos y nueve podios en 15 carreras, en este caso con su Chevrolet Monza.
Simultáneamente, Holbert participó en la CanAm, resultando tercero en 1978 con una victoria, subcampeón en 1980 con dos victorias y seis podios, tercero en 1981 con tres victorias, y subcampeón en 1982 con cuatro victorias y siete podios. En 1984, el piloto disputó la serie CART con un March-Cosworth del equipo Morales, resultando cuarto en las 500 Millas de Indianápolis y puntuando en otras dos carreras. A partir de 1982, disputó las 24 Horas de Le Mans del Campeonato Mundial de Resistencia como piloto oficial de Porsche, obteniendo la victoria en 1983, 1986 y 1987, y resultando tercero en 1982, teniendo como compañeros de butaca a Hurley Haywood, Derek Bell y Hans-Joachim Stuck entre otros.
En 1983, comenzó a disputar el Campeonato IMSA con su propio equipo. Con un March 83G, ganó ocho carreras de 17 y consiguió el título. En 1984 pasó a competir para Porsche, marca con la cual sumó cinco victorias para terminar cuarto en el campeonato. Al volante de un Porsche 962, ganó nueve de 17 carreras para obtener el título 1985. Holbert mantuvo el cetro en 1986 al sumar seis victorias en 17 carreras. En 1987 consiguió tres triunfos, de modo que resultó cuarto en el campeonato.
Aparte de su actividad en sport prototipos, Holbert compitió en stock cars esporádicamente. Disputó la International Race of Champions en 1977, 1978 y 1988 como representante del Campeonato IMSA GT, obteniendo dos cuartos puestos y un quinto en 11 carreras disputadas. También participó en 19 carreras de la Copa NASCAR en 1976, 1978 y 1979, consiguiendo como mejores resultados un séptimo lugar, dos octavos y un décimo.